# 郭齡瑞
郭龄瑞（1922年—2002年6月24日），譜名愛物，山西省晋城市澤州縣人，1948年隨軍赴臺，從事警務工作。歷任派出所主管、刑事警察局公關室主任，為鴻海科技集團創辦人郭台銘的父親。

## 生平

### 早年
郭齡瑞於1922年生於南嶺鄉葛萬村，為葛萬郭氏的始祖郭德廣第19世孫。父親郭貞芳育有三子，齡瑞排行第二，上有兄長郭愛賢、下有弟郭愛群。郭齡瑞8歲喪母，幼年與祖父郭懷森、父親、兄弟一族五人相依為命。1937年抗日戰爭爆發，時年16歲的郭齡瑞就讀於犁川鎮高級小學。1941年赴縣立中學就讀，翌年日軍進佔鄉里，學業被迫中斷、移轉至鄰近省份陝西省西安負責收容戰災學生的補習學校。其求學生涯受阻，毅然堅定投身抗日活動，參與軍事訓練隨時因應戰事。

### 從警
1945年抗戰勝利後前往中央警官学校西安分校就讀，於畢業後分發至青島市警察局，自此開啟其警務生涯。1946年結識出身山東煙臺的初永真並與之結婚。
1948年國共失和、戰局惡化，時年26歲的郭齡瑞與妻子攜帶為數不多的行囊搭乘輪船赴臺定居，初於基隆港务局緝私站從事查緝走私的工作，之後曾短暫從事貿易事業一年，後因貨船沈沒、生計無以維繫，遂舉家遷居臺北縣板橋鎮，重新自基層員警做起。
時年歷經戰亂，各地百廢待舉，板橋派出所仍未有提供員警居住的宿舍，郭齡瑞家族窩居板橋慈惠宮東廂房，直至九年後調任至永和鎮。於此期間，郭齡瑞諸子陸續誕生，家族六口全賴郭齡瑞擔任警佐的微薄收入維生，生活空間未達10坪面積。其後官至刑事警察局公共關係室主任。1989年自警界退休後仍居住於永和的警光宿舍。

### 晚年
1991年在子女的陪同下返鄉探親，並捐資協助故鄉建設，包括安裝自來水、修建橋梁、整建校舍、鋪設公路等在地工程項目。經年累月，郭齡瑞家族總共捐獻3000餘萬元回饋故里。其生活簡樸、終身勤儉，直至2001年才搬離永和警察宿舍至信義區與子女為鄰。
2002年6月，郭齡瑞因心脏病复发病逝於三軍總醫院，享壽80歲。7月13日，長子郭台銘於土城工業區的鴻海集團總部虎躍廠为父治喪，以王永慶為治喪主委。郭齡瑞辭世，山西故里鄉親同悲。

## 墓葬
郭齡瑞辭世後安葬於三峽鎮白雞山嘉添里的龍泉公墓，其長子郭台銘耗資四千萬整建家族墓園，以郭齡瑞別名「愛物」、同時取自「仁民愛物」之意，定名為「愛物園」。家族敦請王永慶為墓園橫額題字，整座墓園佔地約200坪，為藍瓦白牆建築。自1994年始，郭台銘將外祖石中亮及石王玉枝、父親郭齡瑞、元配妻子林淑如等親族陸續安葬其中。

## 家族
郭齡瑞與妻子初永真育有四名子女，分別為長女郭台平、長子郭台銘、次子郭台強與三子郭台成。2007年7月4日，鴻準董事長郭台成因血癌於北京病逝。